# Temple maçonnique d'Evansville
Le temple maçonnique d'Evansville est un temple maçonnique américain situé à Evansville, dans le comté de Vanderburgh, dans l'Indiana. Construit en 1913, il est inscrit au Registre national des lieux historiques depuis le 1er juillet 1982.